# Это уже было в «Симпсонах»
Это уже было в «Симпсонах» (англ. The Simpsons Already Did It) — седьмой эпизод шестого сезона (№ 86) сериала «Южный парк», его премьера состоялась 26 июня 2002 года в США на канале Comedy Central. Серия продолжает сюжетную линию предыдущего эпизода «Профессор Хаос». Баттерс придумывает ряд схем для того, чтобы уничтожить мир, но узнаёт, что все они уже были в «Симпсонах». Между тем умирает мисс Заглотник. А  Картман, Кайл и Стэн думают, что они виновны в её смерти. Автором сценария и режиссёром серии выступил Трей Паркер. Эпизод получил рейтинг TV-MA в Соединённых Штатах.

## Сюжет
Ребята лепят снеговика. Твик боится, что, если он вставит ему морковь в качестве носа, тот оживёт и убьёт его. На это ему отвечают: «Ты что, видел когда-нибудь, чтобы снеговики оживали? Ну, кроме того одного раза?» (Это самопародия, отсылающая к событиями самого первого прото-«South Park»-мультфильма «Дух Рождества» 1992 года, в котором персонажи, позже ставшие Стэном, Кайлом, Картманом и Кенни, спасались от ожившего снеговика). Приходит Картман и говорит Кайлу, Стэну и Твику, что он нашёл рекламу «Морских человечков» (пародия на морских обезьян). Картман воображает, что они похожи на русалок, ездят на морских коньках и в конце концов «заберут его из этого дрянного проклятого мира, полного хиппи». Он убеждает каждого из друзей скинуться и купить их.
Между тем Баттерс, точнее его злое альтер эго личности профессор Хаос, пытается найти способ устроить разрушения в городе. Когда он пытается сконструировать навес, чтобы закрыть в городе солнце, его помощник, Дуги/Генерал Бардак, сообщает ему, что это уже было в «Симпсонах», где подобный план пытался претворить в жизнь мистер Бёрнс, и Баттерс отказывается от этой затеи.
Вскоре Картман начинает подготовку к разведению морских человечков, даже придумав церемонию, чтобы приветствовать их, но после того, как их помещают в воду, Стэн обнаруживает, что они просто креветки. Картман в приступе ярости начинает ругать своих друзей, но останавливается, так как друзья решают налить воду с креветками в кофе мисс Заглотник. Затем показывается сцена у дома мисс Заглотник, где скорая помощь забирает её труп.
Баттерс отрезает голову центральной статуи города точно так же, как Барт Симпсон обезглавил статую Джебедаи Спрингфилда в Спрингфилде. В телевизионном репортаже диктор интерпретирует вандализм Баттерса «как дань уважения Симпсонам» и полиция решает не расследовать преступление, потому что они хотят, чтобы памятник остался обезглавленным как дань уважения Симпсонам.
Узнав, что в желудке учителя было обнаружено семя, мальчики приходят к выводу, что они убили мисс Заглотник с помощью своих «морских человечков». Они отправляются в морг, чтобы украсть образцы. Тем временем Баттерс придумывает всё более диковинные схемы разрушения города, но Дуги говорит, что всё это уже было в «Симпсонах».
В конце концов Шеф объясняет детям, что есть разница между семенем мужчин и семенем «морских человечков», и что креветки не могли убить учителя. На следующие утро Картман обнаруживает, что вылитая в аквариум сперма соединилась с артемией, создав разумную расу «морских людей».

Баттерс видит Картмана, Кайла и Стэна как героев «Симпсонов»

Пытаясь придумать оригинальный сюжет, Баттерс просматривает каждый эпизод «Симпсонов», прежде чем придумать новый план: построить машину, которая заменяет вишни в «вишне в шоколаде» на прогорклый майонез (Дуги/Генерал Бардак характеризует идею как слишком неадекватную для Симпсонов). Как только Баттерс собирается использовать своё устройство, по телевидению начинается анонс Симпсонов, в котором говорится, что Барт будет делать то же самое в эпизоде, премьера которого состоится сегодня вечером. У Баттерса случается нервный срыв, и ему начинает видеться город и все его жители, нарисованные в стиле анимации «Симпсонов».
Тем временем Твик купил ещё больше «морских человечков», Стэн и Кайл нашли большой аквариум, а Картман раздобыл несколько литров спермы. Раса разумных «морских людей» достигает уровня древнегреческой цивилизации и начинает поклоняться Картману.
Стэн и Кайл приглашает Баттерса и других посмотреть на аквариум. Баттерс понимает, что существа похожи на существ из фрагмента «Миска бытия» (The Genesis Tub) эпизода «Treehouse of Horror VII». Мальчики с ним соглашаются, но замечают, что Симпсоны уже показали всё, что могли, и беспокоиться по этому поводу не стоит. Шеф указывает на то, что они в свою очередь заимствовали свои идеи из классического сериала «Сумеречная зона», серия «The Little People». Баттерс соглашается, и все возвращаются к своей обычной внешности. Баттерс уходит, намереваясь строить дальше планы по уничтожению мира. Тем временем «морские люди» на другой стороне аквариума начинают поклоняться Твику, что приводит к гражданской войне. Через несколько секунд они разрабатывают ядерное оружие и уничтожают друг друга. Кайл заключает, что войны неизбежны в развитии цивилизации, а Картман задаётся вопросом: «Почему общество не может жить в мире?»

## Отзывы
Этот эпизод является одним из любимых у сосоздателя шоу Мэтта Стоуна. Также он получил множество положительных отзывов. Трэвис Пикетт из «IGN» поставил серии оценку 8,5 из 10, особенно похвалив Трея Паркера и Мэтта Стоуна, а также то как они обыграли соперничество с Симпсонами (плюс то, как Картман выполнил фелляцию «какому-то парню в переулке»). Даниэлю Вачини из «Amazon.com» понравилось то, что Симпсонам отдали дань уважения за долголетие, также он указал на то, что качество шестого сезона «Южного парка» также не упало.
Создание серии «Это уже было у Симпсонов» было вызвано тем, что «Симпсоны» в самом деле опередили «Южный парк» в ряде идей. В четвёртом сезоне в  эпизоде «История о мерзком приставании» Картман должен был загородить солнце, но сценаристы исключили эту сцену, заметив что «это уже было у Симпсонов». В серии отмечено очевидное наблюдение, что «Симпсоны» показали огромное количество сюжетных идей на протяжении всей их долгоживущей деятельности. Некоторые восприняли это заявление ещё больше, пытаясь найти случаи повторяемости и в «Симпсонах», и в «Южном парке», чтобы обнаружить, где и кто повторил чью идею. Несмотря на то, что лейтмотив всей серии в том, что «Симпсоны всё сделали первыми», создатели «Южного парка» выпустили свой полнометражный фильм в 1999 году, за восемь лет до премьеры фильма «Симпсоны в кино».
Создатели «Симпсонов» поддерживают дружеские отношения с создателями «Южного парка», это было продемонстрировано несколько раз: например создатели «Симпсонов» отправили цветы в «South Park Studios», после того как «Южный парк» спародировал «Гриффинов» в 10 сезоне в сериях «Мультипликационные войны, часть I» и «Мультипликационные войны, часть II». В 2010 году «Симпсоны» поздравили «Южный парк» с 200 серией, написав «Поздравляем с 200 серией. (Мы уже сделали это). (Дважды)», сославшись как на тот факт, что в «Симпсонах» к этому времени уже было выпущено более 400 эпизодов, так и на данный эпизод. Вскоре после этого, в связи со скандалом и угрозами террористов связанными с изображением мусульманского пророка Мухаммеда в эпизодах «200» и «201», Барт Симпсон в эпизоде «Симпсонов», вышедшем на этой неделе (The Squirt and the Whale), написал на школьной доске: «Южный парк — мы бы вас поддержали, если бы не были так напуганы». В свою очередь «Южный парк» пародировался в 2003 году в «Симпсонах» в эпизоде «Bart of War», где Барт и Милхаус смотрят мультфильм, в котором изображены Картман, Стэн и Кайл, нарисованные в стиле Симпсонов, и радуются насилию на экране. Однако Мардж не одобряет этого и переключает канал. В 2009 году в серии «Симпсонов» «O Brother, Where Bart Thou?» Барт, Милхаус, Нельсон и Ральф стоят на автобусной остановке — по аналогии со знаменитой сценой на автобусной остановке из «Южного парка» — и они одеты как герои «Южного парка». Отто сбивает Ральфа (одетого как Кенни) и произносит фразу: «О Господи, я убил Кенни!»